# Dk.kultur.sprog
Gruppen dk.kultur.sprog er en dansk nyhedsgruppe, som ifølge sin fundats har diskussion af sprog som formål.
Til brug i gruppen udarbejdede Thomas Thorsen en lydskrift der kan skrives uden fonetiske specialtegn.
Deltagere i gruppen afholder en årlig udflugt, kaldet Obese, opkaldt efter en yndlingsaversion i gruppen, Odense Banegård Center. Obese udtales normalt med tryk på anden stavelse. men det er også blevet udlagt som: Oh!, Besé ...
Et projekt affødt af diskussioner i dk.kultur.sprog er FIDUSO.